# Аква Юлия
Аква Юлия (Aqua Iulia; Aqua Julia) e римски акведукт, водопровод, снабдявал с вода хълмовете Целий и Авентин.
През 33 пр.н.е. Марк Випсаний Агрипа дава нареждане да се построи този 23 км дълъг акведукт за задоволяване на нуждите на град Рим от питейна вода. Между 11 и 4 пр.н.е. по времето на император Август водният канал е бил репариран.
Каналът започвал от планината Албани при Гротаферата и достигал Рим близо до Порта Маджоре (Porta Maggiore). Давал по 50 000 м3 вода на ден. Свързвал се с построения през 125 пр.н.е. канал Аква Тепула.
През 1122 г. папа Каликст II сменя канала с новия Kanal Marrana Mariana.